# Liste der Stadtteile von Meschede
Die Liste der Stadtteile von Meschede umfasst die 49 Stadtteile der Kreis- und Hochschulstadt Meschede.
Das Stadtgebiet von Meschede ist in 49 Stadtteile gegliedert, die wiederum in neun Stadtbezirke zusammengefasst sind. Die Kernstadt (Meschede, Berghausen, Beringhausen, Enste, Heggen, Löttmaringhausen und Schederberge) ist keinem der neun Stadtbezirke zugeordnet.

## Aufgaben
Die Stadtteile haben keine politische Funktion, sind jedoch in der Hauptsatzung der Stadt zur Bezeichnung in Personenstandsbüchern und -urkunden räumlich definiert.
Ebenso sind die neun Stadtbezirke durch städtische Satzungen geregelt und wählen in zwei Fällen (Freienohl und Remblinghausen) jeweils einen Bezirksausschuss, der aus 11 Personen besteht. Für die anderen sieben Stadtbezirke wählt der Rat der Stadt jeweils einen Ortsvorsteher.

## Tabelle

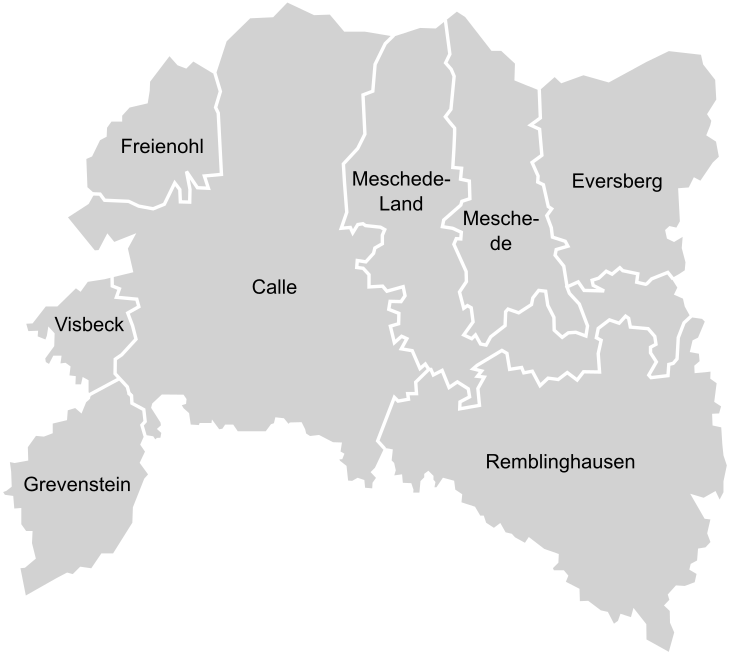
Ehemalige Gemeinden auf dem heutigen Stadtgebiet von Meschede. Es fehlen Erflinghausen (damals Gemeinde Reiste) und Frenkhausen (damals Gemeinde Herblinghausen).

Die Tabelle beschreibt das Mescheder Stadtgebiet seit der kommunalen Neugliederung im Jahre 1975 und nennt die Gemeinden, deren Teil die Stadtteile vor dieser Neugliederung waren. 

### Hauptsatzung der Stadt Meschede
Damals wurden – laut Hauptsatzung der Stadt – die Städte Meschede, Eversberg und Grevenstein, die Freiheit Freienohl (Sauerland), die Gemeinden Calle, Meschede-Land und Remblinghausen sowie die Ortsteile Frenkhausen  aus der Gemeinde Herblinghausen und Erflinghausen aus der Gemeinde  Reiste (Sauerland) zur neuen Stadt Meschede vereinigt.

### Sauerland/Paderborn-Gesetz
Das Sauerland/Paderborn-Gesetz benennt weiterhin einzelne Flure oder Flurstücke der Gemeinden Altenhellefeld, Rumbeck, Velmede und Oeventrop (Sauerland), die der neuen Stadt Meschede zugeschlagen wurden. Im Gegenzug wurden Flurstücke der Gemeinden Eversberg an Bestwig und Freienohl an Arnsberg abgegeben.
Die Ämter Meschede (Kreis Meschede) und Freienohl (Kreis Arnsberg) wurden aufgelöst, die neue Stadt Meschede wurde Rechtsnachfolgerin. Weitere Teile des heutigen Stadtgebietes gehörten vorher zu den Ämtern Bestwig und Eslohe (beide Kreis Meschede), nämlich die damalige Stadt Eversberg bzw. der Ortsteil Erflinghausen.
| Stadtteil         | Einwohner | Stadtbezirk                | Gemeinde vor 1975                      | Amt vor 1975  | Siedlungen im Stadtteil                                      | Telefonvorwahl |
| ----------------- | --------- | -------------------------- | -------------------------------------- | ------------- | ------------------------------------------------------------ | -------------- |
| Baldeborn         | [ A 1 ]   | 3 Remblinghausen           | Gemeinde Remblinghausen                | Amt Meschede  |                                                              | 0291           |
| Berge             | 1.114     | 6 Berge/Visbeck            | Gemeinde Calle                         | Amt Meschede  | Bergerhütte, Mittelberge, Niederberge, Oberberge             | 02903          |
| Berghausen        | [ A 2 ]   | –                          | Gemeinde Meschede-Land                 | Amt Meschede  | Hellern †, Immenhausen                                       | 0291           |
| Beringhausen      | [ A 1 ]   | –                          | Gemeinde Remblinghausen                | Amt Meschede  |                                                              | 0291           |
| Blüggelscheidt    | [ A 1 ]   | 2 Wehrstapel/Heinrichsthal | Gemeinde Remblinghausen                | Amt Meschede  |                                                              | 0291           |
| Bockum            | 52        | 9 Freienohl                | Gemeinde Calle                         | Amt Meschede  |                                                              | 02903          |
| Bonacker          | [ A 1 ]   | 3 Remblinghausen           | Gemeinde Remblinghausen                | Amt Meschede  |                                                              | 0291           |
| Brumlingsen       | 38        | 9 Freienohl                | Freiheit Freienohl (Sauerland)         | Amt Freienohl |                                                              | 02937          |
| Calle             | 624       | 5 Calle/Wallen             | Gemeinde Calle                         | Amt Meschede  | Rekelinchusen †                                              | 0291           |
| Drasenbeck        | [ A 1 ]   | 3 Remblinghausen           | Gemeinde Remblinghausen                | Amt Meschede  |                                                              | 0291           |
| Einhaus           | [ A 1 ]   | 3 Remblinghausen           | Gemeinde Remblinghausen                | Amt Meschede  |                                                              | 0291           |
| Enkhausen         | [ A 1 ]   | 3 Remblinghausen           | Gemeinde Remblinghausen                | Amt Meschede  |                                                              | 0291           |
| Ennert            | [ A 1 ]   | 3 Remblinghausen           | Gemeinde Remblinghausen                | Amt Meschede  |                                                              | 0291           |
| Enste             | [ A 2 ]   | –                          | Gemeinde Meschede-Land                 | Amt Meschede  | Ensthof                                                      | 0291           |
| Erflinghausen     | 26        | 3 Remblinghausen           | Gemeinde Reiste (Sauerland)            | Amt Eslohe    |                                                              | 0291           |
| Eversberg         | 1.688     | 1 Eversberg                | Stadt Eversberg                        | Amt Bestwig   |                                                              | 0291           |
| Freienohl         | 4.076     | 9 Freienohl                | Freiheit Freienohl (Sauerland)         | Amt Freienohl | Giesmecke                                                    | 02903          |
| Frenkhausen       | 90        | 8 Olpe                     | Gemeinde Herblinghausen                | Amt Freienohl |                                                              | 02903          |
| Frielinghausen    | [ A 1 ]   | 3 Remblinghausen           | Gemeinde Remblinghausen                | Amt Meschede  |                                                              | 0291           |
| Grevenstein       | 829       | 7 Grevenstein              | Stadt Grevenstein                      | Amt Freienohl |                                                              | 02934          |
| Heggen            | [ A 2 ]   | –                          | Gemeinde Meschede-Land                 | Amt Meschede  |                                                              | 0291           |
| Heinrichsthal     | 362       | 2 Wehrstapel/Heinrichsthal | Stadt Eversberg                        | Amt Bestwig   | Druvethe/Drüer Hof/Drüer Mark †                              | 0291           |
| Horbach           | [ A 1 ]   | 3 Remblinghausen           | Gemeinde Remblinghausen                | Amt Meschede  |                                                              | 0291           |
| Höringhausen      | [ A 1 ]   | 3 Remblinghausen           | Gemeinde Remblinghausen                | Amt Meschede  |                                                              | 0291           |
| Klause            | [ A 1 ]   | 2 Wehrstapel/Heinrichsthal | Gemeinde Remblinghausen                | Amt Meschede  |                                                              | 0291           |
| Kotthoff          | [ A 1 ]   | 3 Remblinghausen           | Gemeinde Remblinghausen                | Amt Meschede  |                                                              | 0291           |
| Köttinghausen     | [ A 1 ]   | 3 Remblinghausen           | Gemeinde Remblinghausen                | Amt Meschede  |                                                              | 0291           |
| Laer              | [ A 2 ]   | 5 Calle/Wallen             | Gemeinde Meschede-Land                 | Amt Meschede  | Windhäuser                                                   | 0291           |
| Löllinghausen     | [ A 1 ]   | 3 Remblinghausen           | Gemeinde Remblinghausen                | Amt Meschede  |                                                              | 0291           |
| Löttmaringhausen  | [ A 2 ]   | –                          | Gemeinde Meschede-Land                 | Amt Meschede  |                                                              | 0291           |
| Meschede          | 15.103    | –                          | Stadt Meschede, Gemeinde Meschede-Land | Amt Meschede  | Gewerbegebiet Enste, Galiläa (früher Hückelheim), Köpperkopf | 0291           |
| Mielinghausen     | 24        | 3 Remblinghausen           | Gemeinde Remblinghausen                | Amt Meschede  |                                                              | 0291           |
| Mosebolle         | [ A 1 ]   | 2 Wehrstapel/Heinrichsthal | Gemeinde Remblinghausen                | Amt Meschede  |                                                              | 0291           |
| Mülsborn          | 44        | 5 Calle/Wallen             | Gemeinde Calle                         | Amt Meschede  |                                                              | 0291           |
| Obermielinghausen | [ A 1 ]   | 3 Remblinghausen           | Gemeinde Remblinghausen                | Amt Meschede  |                                                              | 0291           |
| Olpe              | 641       | 8 Olpe                     | Gemeinde Calle                         | Amt Meschede  |                                                              | 02903          |
| Remblinghausen    | 1.088     | 3 Remblinghausen           | Gemeinde Remblinghausen                | Amt Meschede  | Cloidts Haus, Kehren                                         | 0291           |
| Sägemühle         | [ A 1 ]   | 3 Remblinghausen           | Gemeinde Remblinghausen                | Amt Meschede  |                                                              | 0291           |
| Schederberge      | [ A 2 ]   | –                          | Gemeinde Meschede-Land                 | Amt Meschede  |                                                              | 0291           |
| Schüren           | 42        | 5 Calle/Wallen             | Gemeinde Calle                         | Amt Meschede  |                                                              | 0291           |
| Stesse            | 38        | 5 Calle/Wallen             | Gemeinde Calle                         | Amt Meschede  |                                                              | 0291           |
| Stockhausen       | 206       | 5 Calle/Wallen             | Gemeinde Calle                         | Amt Meschede  | Linichusen †                                                 | 0291           |
| Vellinghausen     | [ A 1 ]   | 3 Remblinghausen           | Gemeinde Remblinghausen                | Amt Meschede  |                                                              | 0291           |
| Visbeck           | 282       | 6 Berge/Visbeck            | Gemeinde Visbeck                       | Amt Freienohl |                                                              | 02934          |
| Voßwinkel         | [ A 4 ]   | 5 Calle/Wallen             | Gemeinde Calle                         | Amt Meschede  |                                                              | 02903          |
| Wallen            | 489       | 5 Calle/Wallen             | Gemeinde Calle                         | Amt Meschede  |                                                              | 02903          |
| Wehrstapel        | 946       | 2 Wehrstapel/Heinrichsthal | Stadt Eversberg                        | Amt Bestwig   | Schedergrund, Wedestapel †                                   | 0291           |
| Wennemen          | 1.703     | 4 Wennemen                 | Gemeinde Calle                         | Amt Meschede  |                                                              | 02903          |
| Wulstern          | [ A 1 ]   | 3 Remblinghausen           | Gemeinde Remblinghausen                | Amt Meschede  |                                                              | 0291           |
| Stadt Meschede    | 30.310    |                            |                                        |               |                                                              |                |